# 参戦軍
参戦軍（さんせんぐん、中国語: 参战军、拼音: cān zhàn jūn）は、北京政府・安徽派が第一次世界大戦派遣を目指し西原借款によって編成した部隊。三個師から編成された。段祺瑞の私兵的性格の強い部隊で、安徽派の切り札との意味で「王牌軍」とも呼ばれた。だが参戦は叶わず、1919年7月に西北辺防軍と合併し再編、翌1920年に安直戦争での敗北で消滅した。

## 概要

### 建軍までの経緯
第一次世界大戦勃発時、中華民国は中立の立場であったが、袁世凱の腹心・梁士詒は中国の労働要員を連合国側に派遣する契約を英・仏政府と交わし、1917年1月18日より派遣が開始された労働者が戦地で物資の運搬や塹壕掘削に従事していた（中国労工旅）。国務総理・段祺瑞は中国の参戦により国際的地位を高め、義和団賠償金や関税問題の解決を図ろうとし、更に日本から軍備と資金の供与を受けて自軍の建設を図っていたが、参戦に反対する立場の大総統・黎元洪と対立し「府院の争い」を展開していた。一方、大隈内閣の対華21カ条要求による反日感情悪化と袁世凱の帝政瓦解を反省した寺内内閣は、親善策への転換による山東省・満州利権獲得を目指し、2月13日、西原亀三を北京に派遣し、段祺瑞、曹汝霖、梁啓超に参戦すれば参戦費用・建軍費用3千万円程度を援助するほか、治外法権撤廃、義和団賠償金約2億円の還付、関税引き上げを列強に承認させる事などを提示した。また、黎元洪が支持していたアメリカも2月8日に米公使ポール・ラインシュが外交部に対し、ドイツと断交すれば財政援助をすると提示し、また本格参戦した4月になるとイギリスとともに中国の参戦を求め、条件として義和団賠償金支払い延期、関税引き上げ等を提示した。
3月14日に対独国交断絶の議会可決にこぎ着けた段祺瑞は、参戦を強行しようとし、さらに督軍団を扇動して閣僚、大総統・黎元洪を脅迫し参戦建議を通過させたが、5月10日の国会審議では四大金剛の一人・傅良佐に扇動された群衆が「公民団」を称して国会を取り囲み議員に採決するよう脅迫したり、反対派とされた議員を暴行したため、この日の採決は不能、それに激怒した群衆は議員の車を破壊するなど制御不能となった（第二次公民団事件）。これが仇となり、参戦建議は完全に頓挫した。翌日、病気療養中の范源濂を除く閣僚が一斉に辞職した。18日、英字新聞は参戦軍が日本からの借款で編成される計画であることを告発。孤立した段祺瑞は、23日に国務総理を罷免され、第一次段内閣は瓦解した。
張勲復辟を経て政界に返り咲いた段祺瑞は、8月4日、参戦案を順当に通過させ、14日、連合国としてドイツに宣戦布告した。また17日、小銃、機関銃、山砲、野砲及び弾薬購入を申し出た。翌年2月22日に2万7千挺、機関銃50挺、砲若干が秦皇島に到着するが、積み下ろし直後の24日夜、奉天軍副司令も兼ねていた徐樹錚により北京政府に無断で奉天派へ送られた。この計画は、事前に芳澤謙吉ら日本公使館関係者には詳細に伝えていたが、日本政府側は静観の姿勢を取った。
第2次段内閣崩壊後の12月18日、大総統・馮国璋は段祺瑞を大戦の対外軍事業務を管轄する「参戦督弁」に任じた。この職は名ばかりの官職で、馮としては段の、実質存在しない軍事外交部門への封じ込めを意図していたが、参戦業務という性質上、段は関係する軍や政府の各部門に直接指示を出せるようになったほか、日本との接触も公然と行えるようになった。
段祺瑞の復権を狙う日本は、軍事協定締結による参戦督弁の名実化を目指し、翌1918年（民国17年）2月、日本陸軍軍事顧問の坂西利八郎少将は馮国璋に対し、安直両派の軋轢の原因は段祺瑞の地位が有名無実であるためで、日支両国軍事協同の方針確定のためにも速やかに参戦督弁処を組織化し、常設軍事諸機関との権限を明確にしてほしいと要請した。その結果、2月25日、7条からなる「督弁参戦事務処組織令」が公布され、ロシア革命による中国北辺の防衛強化を趣旨とし、国際参戦業務に関連する糧食準備や軍備整備などの事項を所管各部と協議して処理する権限が同処に与えられた。一方で西南方面の勢力は激しく反発し、雲南督軍唐継尭、広西督軍譚浩明らは相次いで通電で反対を表明した。理由は、大総統ではなく督弁という立場の人間が戦争指導を行う事が臨時約法違反であるという事、また北方政府との開戦を恐れての事であった。
3月1日、参戦督弁処が黄寺に設置、段祺瑞を引き続き参戦督弁として、徐樹錚が参謀長に就任。各部総長が参賛、各部次長が参議となった。また、同月以降、奉天軍用として支出するはずだった予算515万元のうち330万元を安福国会と参戦軍編成に流用した。
3月25日、東京において中国公使の章宗祥と日本外務大臣の本野一郎との間で日支共同防敵軍事協定の締結と、その見返りとして参戦借款供与の合意が交わされ、5月16日に北京で陸軍協定が、同月19日に海軍協定及びその説明書が結ばれた。陸軍協定については、同年9月6日に詳細協定が結ばれた。9月28日、朝鮮銀行総裁・美濃部俊吉、駐日公使・章宗祥の間で日本が中国へ二千万円の参戦借款を提供する契約が結ばれた。
段祺瑞は参戦建議時点では1917年4月25日、督軍団を建議へ焚きつける際に「兵を送らずとも労働者だけでいい」「労働者を送るだけで戦勝国になれる」と現状維持路線をとる発言をしていた。だがシベリア出兵時、段祺瑞は坂西に対し、「北満ニ於テ日本ノ対露行動ニ関シ共同動作ヲ取ル為之レカ準備費用ヲ用意シ置ク必要アリ」とし、「該費用ヲ以テ精鋭ナル軍隊ヲ組織シ外與国トノ関係ニ利用シ、内支那統一之大目的ニモ供セン」と参戦軍編成への意欲を示し、その援助を申し入れた。

### 編成時すでに遅し
8月、訓練処が設置され、保定軍官学校や安徽派に近い北洋各師から選抜された構成員は、あらかじめ北京・黄寺の参戦軍軍官教導団および北苑の参戦軍軍士教導団（6個営、約3200人）で3か月間の訓練を受けた。「四大金剛」の一人であった靳雲鵬が参戦軍督練として請負い、坂西ら日本陸軍軍事顧問らが教官として指導した。1～14週は基本教練、戦闘教練、実弾射撃と銃剣基本動作、15～38週で大隊以下の対抗演習、39～50週で団、旅、師の野外演習となっていた。12月、両教導団の訓練が終了し、安徽省、山東省、河南省などで新兵招募を行い、部隊編成の準備に取り掛かった。こうして集まった新兵3万余名は早期訓練が行われ、1919年（民国8年）1月1日、参戦軍第1、第2、第3師が正式に成立。計画上は6個師を目指しており、同月6日には靳雲鵬が第3師師長・陳文遠に対し、安徽・山東・河南3省で各1万人の新兵を募集し3個師の編成に取り掛かるよう指示している。
しかし、この時既に前年の11月11日には休戦協定が結ばれ、1月18日からパリ講和会議が開会されたため、欧州派兵の可能性はなくなった。以降は国内戦での運用を志向し、2月、徐樹錚は一個旅を以て大青山北にて軍事演習を実施、また直隷派との決戦を見越し河南省派兵も検討されたが、大総統・徐世昌が自身の故郷を主戦場とする事に反対したため流れ、またこの件で段祺瑞と徐世昌の板挟みとなった参戦督練の靳雲鵬は離反した。その間にも、1月21日、日本の武器供与が南方政府や列強各国の知るところとなった。
2月20日より始まった上海南北和平談判では、南方政府代表は参戦軍の編成を積極的に進めていることを非難し、翌21日、参戦軍の募集の停止を要求した。また、唐継尭は直接日本政府に参戦借款の停止を要求し、24日、日本政府は北京政府に参戦借款の停止を認める声明を出した。27日、唐継尭は徐世昌に対し、参戦処および参戦軍の指揮は徐が行う事、参戦借款の停止、を要求した。28日、南方政府は、和平締結には陝西省停戦、参戦軍の取り消しが前提であるとの立場を堅持した。
この問題は連合国も危険視し、同日28日、北京の日本公使小幡酉吉は突然訪問した英公使ジョン・ジョーダンより参戦軍取り消しについてイギリス本国から訓令があり、仏公使オーギュスタン・ボッペにも同様の訓令があったことを伝えられた。公使館附武官の東乙彦少将は、これを列強諸国による日本の対支那勢力を排除する計画と受け止めた。3月1日、日本政府は小幡公使を介し、参戦借款不引出通告、武器交付中止声明を発した。ただし参戦軍の存続を巡っては、3日、小幡公使はジョーダン公使に対し、その取り消しを勧告するつもりはないと述べた。5日、国務院は陝西省停戦とともに参戦軍事協定に関する通電を発した。
3月7日、米公使ラインシュ、英公使ジョーダン、仏公使ボッペ、伊公使カルロ・ガルバッソは外交部に対し、参戦借款の緩和、および参戦軍は内戦を助長するものではないとの保証を要求した。また11日、4公使は小幡公使と参戦軍問題について会談した。小幡公使は、中国内政への不干渉政策をとり、参戦借款は商業交易であると述べた。5月10日、唐紹儀は八か条要求の中に参戦軍廃止を盛り込んだ。しかし北方政府の朱啓鈐がそれを拒絶したため、両者は決裂、13日をもって和平会議は終了した。
5月6日、日本政府は英、米、仏、露各国と共同で、正式政府成立まで絶対に武器供給を中止する旨の通告を発した。
7月8日、多倫県に参戦軍先遣隊が派遣され、前進指揮所が設置された。

### 参戦軍から西北辺防軍へ
7月20日、参戦督弁は辺防督弁に改称、段祺瑞が引き続き督弁を務めた。また、徐樹錚が編成していた4個旅からなる西北辺防軍と合併。以降、西北辺防軍第1、第2、第3師に改称された。8月15日、「督弁辺防事務処組織令」により大総統直属とされたが、実際は段祺瑞が引き続き掌握した。辺防督弁処の人員及び組織機構に大きな変化はなかったが、唯一、外事処が軍務処に改編された。10月29日に、第1師はトラック80台を以てモンゴル侵攻を行った。
1920年（民国19年）になると、いよいよ直隷派との対立は深まり、5月18日から19日にかけて、辺防軍は出動準備を開始するようになる。21日、小幡公使は内田康哉外相に向け「参戦軍は内戦に使用せずとの声明により一応外交部の説明を求め置く必要はないのか」「曹錕・張作霖に対しても何らかの警告を行うべき」と具申したが、内田外相は「参戦軍問題に関し支那側の注意を喚起するか如き積極的措置に出つるは素より事すこぶる機微にわたり今後形勢の推移を侯て考慮を要する問題」とあいまいな態度を示し、居留民や官憲が内戦に干渉することを避けるよう指示するにとどまった。また同日、坂西少将も上原勇作参謀総長に対し、安直戦争勃発の際、辺防軍応聘日本軍将校の取るべき行動について指示を求めたが、上原の回答もやはり内戦に巻き込まれることを避けるにとどまった。大総統顧問の青木宣純中将は、辺防軍使用は中国政府の声明に反するものであるから、中国政府に抗議するとともに声明の履行を取り計らうよう参謀総長に具申した。6月2日、坂西は段祺瑞を訪問し、辺防軍の使用反対を主張した。
6月22日、曹錕・呉佩孚・張作霖は保定会議で、西北籌辺使の廃止と徐樹錚の更迭を決定した。
7月1日、曹錕・呉佩孚は連名で「直隷軍から辺防軍将兵に告ぐ」（直軍將士告邊防軍將士書）との声明を発表した。7月4日、直隷派・奉天派と近しい大総統・徐世昌は保定会議に基づき徐樹錚を更迭、西北辺防軍を陸軍省直轄に移管するとの決定を下した。この事が安直戦争への決定打となる。
7日、広東軍政府外交部長・温宗尭は太田喜平広州総領事に対し、辺防軍出動はそれを編成した日本の口約に反するから、辺防軍をその目的以外で使用させないよう取り計らってほしいと要求した。
9日、内田外相は5月の小幡公使の主張に対し、「和平勧告を行う事は両派の争点に是非を下すことになるとして退け、辺防軍の使用問題に関しても、軍閥諸派が相争っている際に一方だけ使用禁止を強制することは内政干渉の非難を逃れず、もし外交団からの批判があった時は、辺防軍の内戦不使用は中国政府が言明したものであるから日本政府が強要する義務はなく、その保証を破るか否かも中国政府の責任として一応論駁した上で、その後の措置については請訓せよ」と回答し、陸軍当局も坂西に対し同様の回答を行った。

### 安直戦争による消滅
その間にも同9日、第1師、第3師は弾薬の供給を終え、京畿線の南下を開始した。これに第2混成旅を加え、安国軍として安直戦争に参戦した。
第1師は京漢鉄道に沿って保定に向けて進軍し、前線司令部のある高牌店を占領。しかし16日、悪天候の中で第15師と同士討ちとなり、涿州付近に撤退、同地で突撃するも地雷攻撃を受けた。
惨敗を喫した第1師は第1旅旅長は戦死、第2旅旅長は逃亡し瓦解。師長の曲同豊は18日午前に捕虜となり、曹錕に光園で軍刀を献上し帰順、直隷派側に転じる。当時第1師歩兵第3団第2連長であった韓世儒は後年、敗因について、「参戦軍、とりわけ第1師は中・上級軍官は教育畑出身、下級軍官は保定軍校を卒業したばかりで実戦に乏しく、複雑な局面に当たれば適切な処置を欠いた」と回想する。
第2師は山東省を出発後、第5混成旅を撃破し18日に直隷省・徳州を占領したが、主力大敗を聞き、済南に撤収。武装解除を受け、戦後山東陸軍混成第7旅（長：胡翼儒）に縮小、更に1925年、奉天派・張宗昌が山東省に進出し、帰順を拒んだ胡翼儒ら第7旅は山東督軍を更迭させられた鄭士琦への随行を許可され安徽省に向かう事になったが、5月21日、徳州を経て泰安についたところで（兖州とも）で張の部下の程国瑞によって結局武装解除を受け、奉天派に編入された。同月、惠民で方振武の先遣第2梯隊（王承斌の第23師が李景林に接収させられたもの）と合流して第6旅へと改編、第24師を経て国民軍第5軍、国民革命軍第四十一軍となる。
他の不参加部隊も一部は西北に逃れようとしたが、結局各地で武装解除された。将来的に安徽派の中核を担うはずだった若手軍官らは直隷派、奉天派、あるいは孫文の広州政府に散らばった。こうして西北辺防軍は完全に消滅したが、1923年5月、第1軍軍長・馮玉祥は西北辺防督弁に任ぜられ、第1軍を西北陸軍に改称した。翌1924年10月の北京政変後、馮玉祥は自らを国民軍総司令と称したため西北辺防督弁は廃されたが、1925年1月13日、馮玉祥は察哈爾省張家口市にて西北辺防督弁に再就任し、国民軍は西北辺防軍の名を継承した。この事から、国民軍は西北軍とも呼ばれる。

## 編成
各師編成は、
- 2個歩兵旅
  - 歩兵団
    - 団附歩兵砲連 - 砲4門を保有[18]

  - 旅附山砲営 - 3個連、各連ごとに砲4門を保有[18]
- 砲兵団
  - 第1営 - 3個連、各連ごとに砲4門を保有[1]
  - 第2営 - 同上
  - 第3営 - 同上
- 騎兵団
- 工兵、輜重、機関銃各1個営

で編成され、1個師計1万人を擁した。装備も日本軍式であった。
参戦督弁処
- 参謀長：徐樹錚中将
- 参謀処 - 処長：徐樹錚（兼）、副官長：衛興武少将
- 軍備処 - 処長：羅開榜（中国語版）少将
- 機要処 - 処長：張志潭
- 外事処 - 処長：陳箓
- 訓練処 - 督練：靳雲鵬中将
  - 重砲兵営[18]
  - 装甲車連[18]

- 第1師 - 師長：曲同豊（中国語版）、参謀長：何均慈[47]、北苑駐屯[48]
- 第2師 - 師長：馬良、山東省済南駐屯
- 第3師 - 師長：陳文運（中国語版）、南苑駐屯[48]

### 西北辺防軍
1918年10月20日、徐樹錚は西北辺防籌備処を設置、新規部隊編成の準備を命じられた。奉天軍副司令も兼ねていた徐樹錚は、奉天軍参謀長の楊宇霆と奉軍補充旅3個旅、砲兵1個旅を抽出し河南省に集めて部隊の編成に取り掛かった。うち信陽駐屯の第1旅（長：王永泉）は12月より第24混成旅に改称し福建に移駐したため、指揮権を外れている。また、河南省の淮陽、商水、西華、上蔡、新鄭、舞陽、襄城、禹縣、沈邱、安徽省の渦陽、蒙城、太和、鳳台、壽、亳などに窓口を設置し新兵招募を行った。西北と名は関しているものの、前述の唐継尭、譚浩明の危惧の通り、南方政府征伐を当初の目的としていた。しかし、一連の編成は前述の奉天軍予算の参戦軍への流用と同様、張作霖に無許可で行われたため、激高した張作霖は徐樹錚を奉天軍副司令より解任した。1919年春頃には西北辺防軍第1混成旅が洛陽で編成され、同年に4個混成旅（のち1個混成旅追加）が正式に編成された。参戦軍同様、日本軍式の訓練と装備で、1個旅ごとに3連12門の野砲を保有していた。
6月13日、徐樹錚は西北籌辺使に任じられ、24日には兼任して西北辺防軍総司令に任じられた。背景として、大総統・徐世昌が徐樹錚を北京から引き離すべく任じたとも、段祺瑞が五四運動によって低下した安徽派の勢力挽回のため任じたともいわれる。しかし1920年（民国9年）7月4日、大総統・徐世昌は徐樹錚を更迭、西北辺防軍を陸軍省直轄にするとの決定を下した。この事が安直戦争への決定打となる。7月22日、洛陽に駐屯していた第1混成旅旅長・宋邦翰、第4混成旅旅長・張鼎勲は陸軍省の直轄として部隊存続を求めたが、呉佩孚は受け入れず、27日に武装解除を命じた。それに反発して兵乱の動きがあったため、30日、河南督軍・趙倜は王承斌と協力し両旅を包囲、呉佩孚も8月9日に直接洛陽に赴き、武装解除を指揮した。
- 第1混成旅 - 旅長：宋邦翰、洛陽駐屯（兗州とも[48]）
- 第2混成旅 - 旅長：宋子揚、廊房駐屯（天津とも[48]）
- 第3混成旅 - 旅長：褚其祥（中国語版）、宣化→庫倫駐屯
- 第4混成旅 - 旅長：張鼎勲[48]、洛陽駐屯
- 第5混成旅 - 旅長：李如璋[48]、1920年2月編成、南京駐屯

## 不祥事
1919年12月19日、洛陽西部の七里河村で西北辺防軍の一人の兵士が村の女性を強姦して住民に撲殺され、性器を切り取られた上川に捨てられた。その後、同じ部隊の数十人が村に来て郷紳を拉致し、駐屯地で暴行監禁した。更に兵士2000人が村に押し寄せて3日間に渡り暴行略奪を行い、400軒で婦女子が強姦され乳児8人が殺された。被害は隣村の興隆塞村にも及び、200軒以上で婦女子が強姦された。21日、開封学生連合会は緊急会議を開いて非難し、代表者が督軍の趙倜と会見し厳罰を求めた。大総統・徐世昌も河南省に赴いたが、事件を告発したのみで結局不問とした。

## 主な出身者
- 秦徳純 - 参戦軍第1師司令部参謀[47]。戦後直隷派に転じる。
- 李景林 - 参戦軍第1師第1旅第1団団長。戦後奉天派に転じる。
- 余漢謀 - 参戦軍第1師歩兵第2旅見習、排長、西北辺防軍第1師歩兵団連長[55]
- 藍騰蛟 - 軍士教導団少尉助教→参戦軍第1師工兵営（長：李嘉霖）第4連中尉排長[56]戦後奉天派→直隷派に転じる。
- 曾延毅（中国語版） - 保定5期→参戦軍軍官教導団学員→参戦軍第1師砲兵団第1営排長、連長。戦後山西派に転じる。
- 喬明礼 - 保定5期→参戦軍軍官教導団学員→参戦軍第2師第8団第3連排長、第8連連長[42]。戦後は奉天派、国民軍に転じる。
- 厳重 - 参戦軍軍官教導団学員→西北辺防軍第2師見習、第1工兵営排長。1919年6月より西北辺防軍交通教練所軍官速成班[57]。のち湖北省政府主席代理。
- 崔用徳 - 軍士教導団青年教練官→参戦軍第2師附。戦後直隷派→国民軍→直隷派に転じる。のち韓国空軍創設に携わる。
- 劉翼飛 - 参戦軍第3師第59団第3営第11連排長、団附銃剣術主任教官。戦後奉天派に転じる。
- 魏益三 - 第3混成旅騎兵第4団団長（1920年～[58]）。戦後奉天派→国民軍→直隷派に転じる。
- 郝夢齢（中国語版） - 保定6期→第3混成旅附見習[59]
- 阮玄武 - 排長。戦後奉天派、国民軍に転じる[45]。
- 鄒作華 - 教導団砲兵教官、副隊長、団長代理、重砲営営長。安直戦争前に奉天派に転じる。
- 王沢潤 - 参戦軍騎兵旅見習排長、西北辺防軍騎兵連連長。戦後直隷派→国民軍に転じる[60]。

## その他
同時期の似た性格や経歴を有した部隊として袁世凱の設立した「模範団」が挙げられる。袁世凱の私兵的性格の強い部隊で、1914年11月に混成模範団として設立された（翌年7月に「陸軍混成模範団」と改称）。袁自ら団長を兼任、陳光遠が副団長。袁世凱死後も存続し、1917年7月の張勲復辟では、紫禁城内において功を挙げた。10月に第5混成旅（長：魏宗瀚）、さらに1918年に第9師に拡充され、同年8月22日、中国のシベリア出兵参加を受け、第9師で第33団団長・宋煥章を支隊長とする「駐崴支隊」が組まれ、ウラジオストクへの派兵が決定。10月18日、宋煥章率いる661人を先発隊として、計4000人が派兵された。のち馬占山とともに満州国に反旗を翻した「ホロンバイル事件」首謀者の蘇炳文は同部隊の営長であった。